# Parque nacional Alfred
El Parque Nacional Alfred es un pequeño parque nacional en Victoria (Australia), ubicado a 388 km al este de Melbourne. Fue creado en 1925.
Ubicado en Gippsland Este, el parque es reserva de bosque lluvioso templado con temperaturas suaves, particularmente en la jungla de Monte Drummer. Comparado con los bosques tropicales de  Queensland y Nueva Gales del Sur, esta es una selva poco frondosa. La región es biogeográficamente interesante por estar en el límite entre la región de flora subtropical del norte de Australia y la flora de regiones frías y áridas del sur y del oeste. Entre las plantas más frecuentes se encuentran la Acmena smithii con numerosas lianas, y epifitas. El parque es partucilarmente conocido por sus orquídeas, como la Sarcochilus Falcatus y la Dendrobium speciosum. Durante 1983 los incendios forestales afectaron sensiblemente la flora del parque.